# Joó Ferenc (kémikus)
Joó Ferenc (Tótkomlós, 1949. január 6. –) Széchenyi-díjas magyar fiziko-kémikus, egyetemi tanár, a Magyar Tudományos Akadémia rendes tagja. Kutatási területe a reakciókinetika, a homogén és a fázistranszfer katalízis, valamint a biológiai membránok katalitikus módosítása. 2004 és 2007 között a Debreceni Egyetem oktatási rektorhelyettese.

## Életpályája
1967-ben érettségizett, majd felvették a Kossuth Lajos Tudományegyetem (2000-től Debreceni Egyetem) Természettudományi Kar vegyész szakára, ahol 1972-ben vegyészdiplomát szerzett. Ezt követően az egyetem fizikai kémia tanszékén kapott tanársegédi állást. 1975-ben adjunktussá, 1983-ban egyetemi docenssé nevezték ki. 1993-ban vette át egyetemi tanári és 1998-ban tanszékvezetői megbízását. Emellett 1995-ben az egyetem és az MTA közös Homogén Katalízis Tanszéki Kutatócsoport vezetője lett. 2004-ben három évre az egyetem oktatási rektorhelyettesévé választották. Magyarországi állása mellett a jeruzsálemi Héber Egyetem és a Zaragozai Egyetem vendégprofesszora volt. 1997 és 2000 között Széchenyi professzori ösztöndíjjal, 2009-ben Szilárd Leó professzori ösztöndíjjal kutatott.
1980-ban védte meg a kémiai tudomány kandidátusi, 1991-ben akadémiai doktori értekezését. 1995-ben emellett PhD-fokozatot szerzett. Az MTA Fizikai Kémiai és Szervetlen Kémiai Bizottságának, valamint a Debreceni Akadémiai Bizottságnak lett tagja. 1997 és 2000 között a Magyar Tudományos Akadémia közgyűlésének doktori képviselője volt, majd 2001-ben az akadémia levelező, 2007-ben pedig rendes tagjává választották. 2008-ban a Kémiai Tudományok Osztálya elnökhelyettese lett. Emellett tagja a Hálózati Tanácsnak. Akadémiai tisztségei mellett a Magyar Kémikusok Egyesülete, a Természettudományi Társulat és az Amerikai Kémiai Társaság (American Chemical Society) tagja.

## Munkássága
Fő kutatási területe a reakciókinetika, a homogén és a fázistranszfer katalízis, valamint a biológiai membránok katalitikus módosítása.
A vizes közegű fémorganikus katalízis megalapozásának egyik vezetője: sikerült megállapítania, hogy a hidrogénezési reakciók szelektivitása nagy mértékben megváltoztatható a vizes oldatok megfelelő pH-értékének alkalmas megválasztásával. Megvalósította vizes oldatban a szén-dioxid és a hidrogén-karbonátok úgynevezett homogénkatalitikus hidrogénezését enyhe kémiai körülmények között. Munkacsoportjával sikerült elsőként élő sejtek membránjait módosítania katalitikus hidrogénezéssel. Ezt a módszert alkalmazták a sejtek stressztűrése, környezeti átvételük (adaptációjuk) és a membránjaik fizikai állapota közötti összefüggés feltárásánál is. Emellett elsőként alkalmazott vízben oldható átmenetifém-N heterociklusos karbénkomplexeket katalitikus hidrogénezési és izomerizációs folyamatokban.
Több mint száztíz tudományos publikáció szerzője vagy társszerzője. Ebből három könyv vagy gyűjteményes kötet. Közleményeit elsősorban angol és magyar nyelven publikálja.

## Díjai, elismerései
- Buzágh Aladár-díj (1980)
- Apáczai Csere János-díj (1997)
- Széchenyi-díj (1998) – A membránbiokémia terén elért eredményeikért, különösképpen a sejtmembránok katalitikus hidrogénezésére szolgáló módszerek kidolgozásáért és széles körű gyakorlati alkalmazásáért. Megosztott díj Vigh Lászlóval.
- Szilárd Leó professzori ösztöndíj (2009)

## Főbb publikációi
- Formation and Catalytic Properties of Water-soluble Phosphin Complexes (Beck Mihállyal, 1975)
- Catalysis by Water-Soluble Phosphine Complexes of Transition Metal Ions in Aqueous and Two-Phase Media (társszerző, 1980)
- Homogeneous Hydrogenations in Aqueous Solutions Catalyzed by Ruthenium-Phosphine Complexes (társszerzőkkel, 1980)
- Peculiar Kinetics of Hydrogenations Catalyzed by Chlorotris(sulphonated triphenylphosphine)rhodium(I) in Aqueous Solutions (társszerzőkel, 1984)
- Cyanonickel(II) Complexes as Catalysts for the Phase-Transfer-Catalyzed Carbonylation of Allyl Halides (társszerző, 1985)
- The Role of Unsaturated Lipids in Membrane Structure and Stability (társszerzőkkel, 1989)
- Organometallic Catalysis in Aqueous-solutions (társszerző, 1990)
- Water-Soluble Organometallic Compounds (társszerzőkkel, 1992–)
- Aqueous Organometallic Chemistry and Catalysis (könyv, társszerk., 1995)
- Solution pH: A Selectivity Switch in Aqueous Organometallic Catalysis Hydrogenation of Unsaturated Aldehydes Catalyzed by Sulfonatophenylphosphane-Ru Complexes (társszerző, 1998)
- Aqueous Organometallic Catalysis (könyv, 2001)
- Fémorganikus katalízis vizes közegben – sajátos jelenségek, sajátos alkalmazások (2001)
- Aqueous Biphasic Hydrogenations (2002)
- Recent Advances in the Homogeneous Hydrogenation of Carbon Dioxide (társszerzőkkel, 2004)
- Új utak a homogén katalízisben (2007)